# 祁奚
祁奚（？—？），中国春秋时期晋国的大夫，姬姓，祁氏，字黄羊。他是晋国的公族。采邑在祁（今山西省祁县东南）。
祁奚担任中军尉。前570年，他请求告老，他开始向晋悼公举荐和自己有私怨的解狐。解狐死后，祁奚又推荐自己的儿子祁午。人称他内举不避亲，外举不避仇。晋平公即位，他被任命为公族大夫。前552年，祁奚劝晋平公没有加罪于牵连到栾盈一案的伯华、叔向兄弟。